# Síndrome de Diógenes

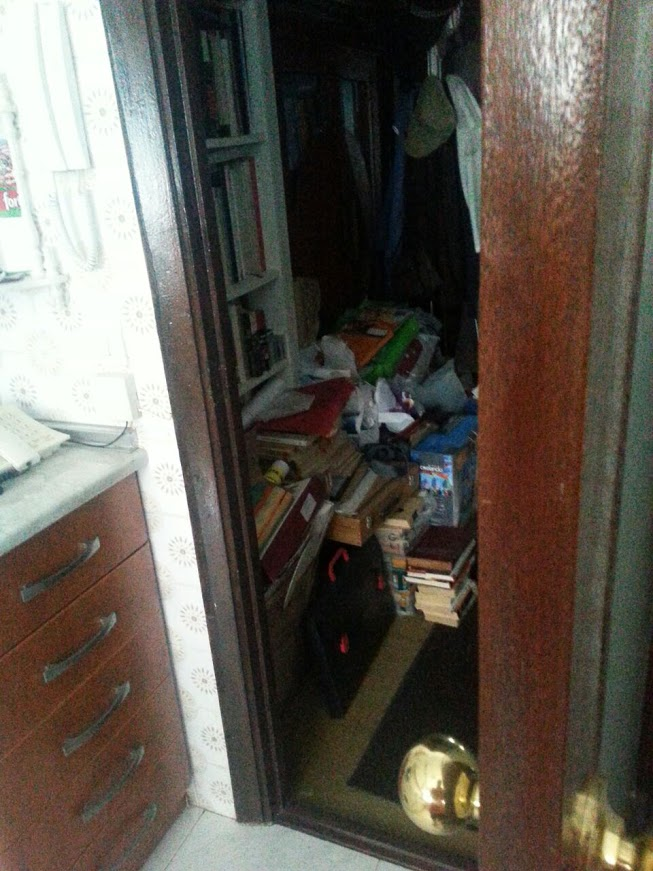
Síndrome de Diógenes: Acúmulo desordenado de objetos e lixo no lar

A Síndrome de Diógenes é uma desordem caracterizada por extrema auto-negligência, descuido do lar, retirada social, apatia, acúmulo compulsivo de lixo ou animais. Os doentes também podem apresentar sintomas de catatonia.
A condição foi reconhecida pela primeira vez por Macmillan & Shaw em 1966 e, posteriormente, designada síndrome de Diogenes por Clark et al. em 1975. O nome deriva de Diógenes de Sinope, um filósofo grego antigo, um cínico e um minimalista absoluto, que apresentava maus hábitos de higiene, e supostamente morava em um grande vaso em Atenas. Diógenes não foi um acumulador, como também buscou companhia humana aventurando-se diariamente para a Ágora. Portanto, este epônimo é considerado incorreto. Outros termos possíveis são a demência senil, Síndrome de Plyushkin (em relação a um personagem de Gogol em sua novela Almas Mortas), ruptura social e síndrome da miséria senil. A deficiência do lobo frontal pode desempenhar um papel na síndrome (Orrell et al., 1989).
Na síndrome de Diógenes, pode ainda, haver outras condições clínicas de comprometimento cognitivo relacionadas, como o transtornos de personalidade, transtorno obsessivo-compulsivo (TOC), a esquizofrenia, a anorexia nervosa, a depressão, AVC, síndrome de Tourette, dentre outras.
É uma condição grave, que requer uma abordagem multiprofissional para tratamento.

## Histórico
A origem da síndrome é desconhecida, embora o termo "Diógenes" tenha sido cunhado por A. N. G. Clarke et al em meados da década de 1970 e tenha sido comumente usado desde então. A síndrome de Diógenes foi reconhecida mais proeminentemente como um fenômeno da mídia popular e não da literatura médica, pois englobava somente pacientes que eram levados a serviços de saúde. A descrição primária desta síndrome só havia sido mencionada por geriatras e psiquiatras. Atualmente, o termo síndrome de Diógenes é amplamente conhecido nesse meio e na literatura acadêmica.

## Características e causas
A síndrome de Diógenes é um distúrbio que envolve acumulação de lixo e auto-negligência grave. Além disso, a síndrome é caracterizada pelo descaso doméstico, alienação social e recusa de ajuda. Foi demonstrado que a síndrome é causada como uma reação ao estresse experimentado pelo paciente. O intervalo de tempo em que a síndrome se desenvolve é indefinido, embora seja mais precisamente distinguido como uma reação ao estresse que ocorre no final da vida.
Na maioria dos casos, observou-se que os pacientes tinham uma possessividade anormal e padrões de acumulação de maneira desordenada. Estes sintomas sugerem danos nas áreas pré-frontais do cérebro, devido à sua relação com a tomada de decisão. Embora em contraste, houve alguns casos em que os objetos acumulados foram organizados de uma maneira metódica, o que pode sugerir uma causa diferente de danos cerebrais.
Embora a maioria dos pacientes tenham sido observados como provenientes de lares com condições precárias e muitos foram confrontados com a pobreza por um longo período de tempo, essas semelhanças não são consideradas como uma causa definitiva para a síndrome. A pesquisa mostrou que alguns dos participantes com a condição tinham sólidos antecedentes familiares, bem como vida profissional bem sucedida. Metade dos pacientes possuíam nível de inteligência superior. Isso indica que a síndrome de Diógenes não afeta exclusivamente aqueles que sofrem de pobreza ou aqueles que tiveram experiências traumáticas na infância.
A negligência severa que eles trazem sobre si geralmente resulta em colapso físico ou ruptura mental. A maioria dos indivíduos que sofrem da síndrome não se identifica até ser enfrentada essa fase de colapso, devido à sua predileção de recusar a ajuda de outros.
Os pacientes são geralmente altamente inteligentes e os traços de personalidade que podem ser vistos com freqüência em pacientes diagnosticados com síndrome de Diógenes são agressividade, teimosia, desconfiança, mudanças imprevisíveis de humor, instabilidade emocional e percepção deformada da realidade. A SD secundária está relacionada a distúrbios mentais. A relação direta das personalidades dos pacientes com a síndrome não é clara, embora as semelhanças de personalidade sugiram caminhos potenciais para investigação.

## Diagnóstico e neurologia
Os indivíduos que sofrem de síndrome de Diógenes geralmente exibem sinais de colecionismo, acumulação ou transtorno obsessivo-compulsivo. Indivíduos que sofreram danos ao cérebro, particularmente ao lobo frontal, podem ter maior risco de desenvolver a síndrome. Os lobos frontais são de particular interesse, porque são conhecidos por estarem envolvidos em processos cognitivos de ordem superior, tais como raciocínio, tomada de decisão e monitoramento de conflitos. A síndrome de Diógenes tende a ocorrer entre idosos. Os padrões comportamentais normalmente refletidos por aqueles que vivem com esse transtorno são sofrer de problemas funcionais significativos que estão correlacionados com a morbidade e a mortalidade.

## Estratégias de gestão
É eticamente difícil quando se trata de lidar com pacientes diagnosticados, pois muitos deles negam suas más condições e recusam tratamento. Os principais objetivos dos médicos são ajudar a melhorar o estilo de vida do paciente e o seu bem-estar, portanto os profissionais de saúde devem decidir por forçar ou não o tratamento ao paciente.
Em alguns casos, especialmente aqueles que incluem a incapacidade de se mover, os pacientes devem consentir à ajuda, uma vez que eles não conseguem cuidar de si mesmos. Hospitais ou lares são muitas vezes considerados o melhor tratamento nessas condições.
Quando sob cuidados, os pacientes devem ser tratados de uma maneira em que eles podem aprender a confiar nos profissionais de saúde. Por isso, os pacientes devem ser restritos no número de visitantes que são permitidos receber e serem limitados a um profissional de saúde. Alguns pacientes respondem melhor à psicoterapia, enquanto outros ao tratamento comportamental ou o cuidado terminal.
Os resultados após a hospitalização tendem a ser pobres. Pesquisas sobre a taxa de mortalidade durante a internação mostraram que aproximadamente metade dos pacientes morre no hospital. Um quarto dos pacientes são enviados para casa, enquanto o outro quarto é colocado sob cuidados de longo prazo. Pacientes sob cuidados em hospitais e casas de repouso muitas vezes deslizam em recaída ou enfrentam a morte.[carece de fontes?]
Existem outras abordagens para melhorar a condição do paciente. Creches têm sido muitas vezes bem sucedidas na melhoria do estado físico e emocional do paciente, bem como em ajudá-los com a socialização. Outros métodos incluem serviços dentro da casa do paciente, como a entrega de alimentos.

## Leituras Adicionais
- Radebaugh, TS; Hooper, FJ; Gruenberg, EM. (1987). «The social breakdown syndrome in the elderly population living in the community: the helping study». Br J Psychiatry. 151 (3): 341–6. PMID 3501323. doi:10.1192/bjp.151.3.341
- Shah, AK (1990). «Senile squalour syndrome: what to expect and how to treat it». Geriatr Med. 20: 10–26
- Wrigley, M; Cooney, C. (1992). «Diogenes syndrome--an Irish series». Ir J Psychol Med. 9: 37–41
- Snowdon, J. (1987). «Uncleanliness among persons seen by community health workers». Hosp Community Psychiatry. 38 (5): 491–4. PMID 3596484. doi:10.1176/ps.38.5.491
- Berlyne, N. (1975). «Diogenes syndrome». Lancet. 305 (7905): 515. doi:10.1016/S0140-6736(75)92850-0
- Cole, AJ; Gillett, TP.; Fairbairn, Andrew (1992). «A case of senile self-neglect in a married couple: 'Diogenes a deux'». Int J Geriatr Psychiatry. 7 (11): 839–41. doi:10.1002/gps.930071111
- O'Mahony, D; Evans, JG (1994). «Diogenes syndrome by proxy». The British Journal of Psychiatry. 164 (5): 705–6. PMID 7921736. doi:10.1192/bjp.164.5.705
- Pós F. "Perturbações funcionais: 1. Descrição, incidência e reconhecimento ". Em: Levy R, Post F, eds. A psiquiatria da vida tardia. Oxford: Blackwell, 1982; 180-1.
- Roe, PF. (1977). «Self-neglect». Age Ageing. 6 (3): 192–4. PMID 899969. doi:10.1093/ageing/6.3.192
- MacAnespie, H (1975). «DIOGENES SYNDROME». The Lancet. 305 (7909). 750 páginas. doi:10.1016/S0140-6736(75)91664-5
- Wolfson, P; Cohen, M; Lindesay, J; Murphy, E (1990). «Section 47 and its use with mentally disordered people». Journal of public health medicine. 12 (1): 9–14. PMID 2390316